# Alf Nilsen-Børsskog
Alf Nilsen-Børsskog, född 1928 i Børselv i Porsangers kommun i Finnmark fylke, död 28 januari 2014, var en kvänsk författare, den förste kvänska romanförfattaren i historien.
Alf Nilsen-Børsskog växte upp i en kvänsk miljö i Kistrand i dåvarande Kistrands kommun, präglad av læstadianism. Han utbildade sig på lärarseminariet i Tromsø med examen 1969 och i finska, samiska, engelska och historia vid Oslo Universitet.  Han var lärare på flera skolor i Kirkenes, Nordreisa, Nesseby, Kautokeino och Karasjok. Efter sin pension flyttade han tillbaka till Børselv och började skriva. 
Han gav ut sin första roman, Kuosuvaaran takana ("Bakom Kuosuvaara") 2004. När han började arbetet fanns varken ordböcker eller grammatik för kvänska, så han skapade sin egen rättskrivning. En fjärde del i romanserien utgavs postumt 2015.
Han erhöll Kainun instituttis kulturpris 2013, den första gången det delades ut.